# Piz Grisch
Der Piz Grisch ⓘ (rätoromanisch für Graue Spitze) ist ein Berg nordöstlich von Innerferrera im Kanton Graubünden in der Schweiz mit einer Höhe von 3062 m ü. M. Vor allem gegen Westen bietet er eine Aussicht mit aussergewöhnlicher Fernsicht.
Als Erstbesteiger gilt Christian Hössli, 1861, anlässlich einer Adlerjagd. Hirten hatten den Gipfel allerdings schon früher erreicht. Der Piz Grisch wurde früher auch Piz Fianell genannt. Die Dufourkarte bezeichnete ihn als Piz Starlera. An den Abdachungen des Piz Grisch wurde einst Eisen ausgebeutet.

## Lage und Umgebung
Der Piz Grisch ist Namensgeber der Piz Grisch-Gruppe, einer Untergruppe der Oberhalbsteiner Alpen. Er befindet sich komplett auf Gemeindegebiet von Ferrera, auf der Grenze zwischen den Fraktionen Innerferrera und Ausserferrera.
Zu den Nachbargipfeln gehören der Piz digl Gurschus, der Piz Settember, der Piz Alv, der Piz Starléra und der Piz la Mazza.
Auf der Nordflanke besitzt der Piz Grisch einen Gletscher, den Glatscher da Sut Fuina.
Talorte sind Ausserferrera und Innerferrera. Häufiger Ausgangspunkt ist Radons.

## Routen zum Gipfel

### Über den Nordwestgrat
- Ausgangspunkt: Ausserferrera (1300 m)
- Schwierigkeit: WS
- Zeitaufwand: 5¼ Stunden

### Durch die Flanke des Nordostgrates
- Ausgangspunkt: Fuorcla Cotschna (2516 m), Radons (1866 m) oder Ausserferrera (1300 m)
- Schwierigkeit: L
- Zeitaufwand: 2½ Stunden von Fuorcla Cotschna, 4¾ Stunden von Radons oder 5¾ Stunden von Ausserferrera

### Über die Laiets
Von Radons häufig begangene Variante
- Ausgangspunkt: Fuorcla Cotschna (2516 m) oder Radons (1866 m)
- Schwierigkeit: L
- Zeitaufwand: 2½ Stunden von Fuorcla Cotschna oder 4¾ Stunden von Radons

### Über den Nordostgrat
Kaum lohnende Variante
- Ausgangspunkt: Fuorcla Cotschna (2516 m), Radons (1866 m) oder Ausserferrera (1300 m)
- Schwierigkeit: WS
- Zeitaufwand: 2¾ Stunden von Fuorcla Cotschna, 5 Stunden von Radons oder 6 Stunden von Ausserferrera

### Über den Südostgrat
- Ausgangspunkt: Fuorcla Cotschna (2516 m) oder Radons (1866 m)
- Schwierigkeit: WS-
- Zeitaufwand: 2½ Stunden von Fuorcla Cotschna oder 4¾ Stunden von Radons

### Über den Cuolmet
- Ausgangspunkt: Innerferrera (1480 m)
- Schwierigkeit: WS-
- Zeitaufwand: 5 Stunden

### Über die Alp Mos
- Ausgangspunkt: Ausserferrera (1300 m)
- Schwierigkeit: WS-
- Zeitaufwand: 5¾ Stunden

### Über den Südgrat
- Ausgangspunkt: Innerferrera (1480 m)
- Schwierigkeit: WS
- Zeitaufwand: 4½ Stunden

### Durch die Mulde von Pariel
- Ausgangspunkt: Innerferrera (1480 m)
- Schwierigkeit: WS
- Zeitaufwand: 4¾ Stunden

## Galerie

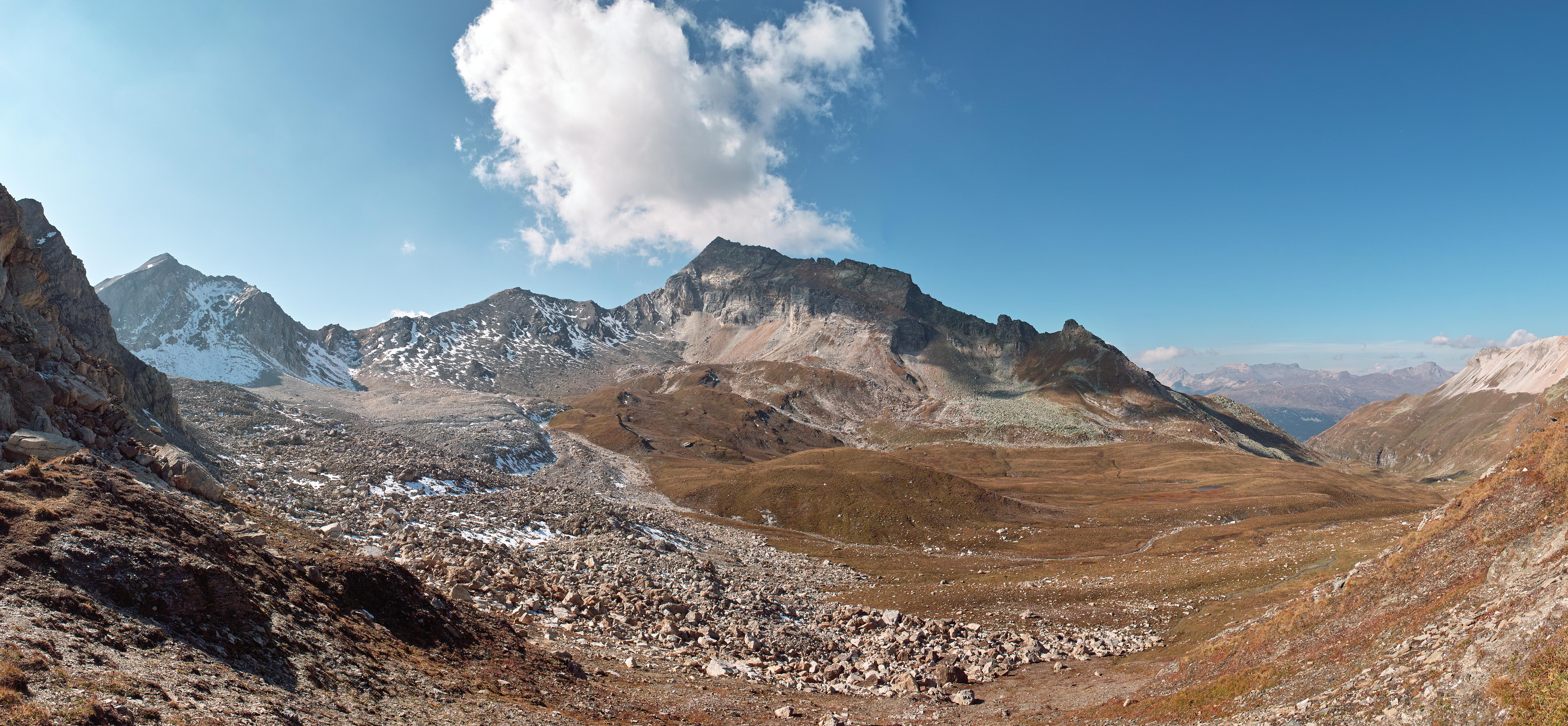
Piz Grisch, aufgenommen von der Fuorcla Cotschna
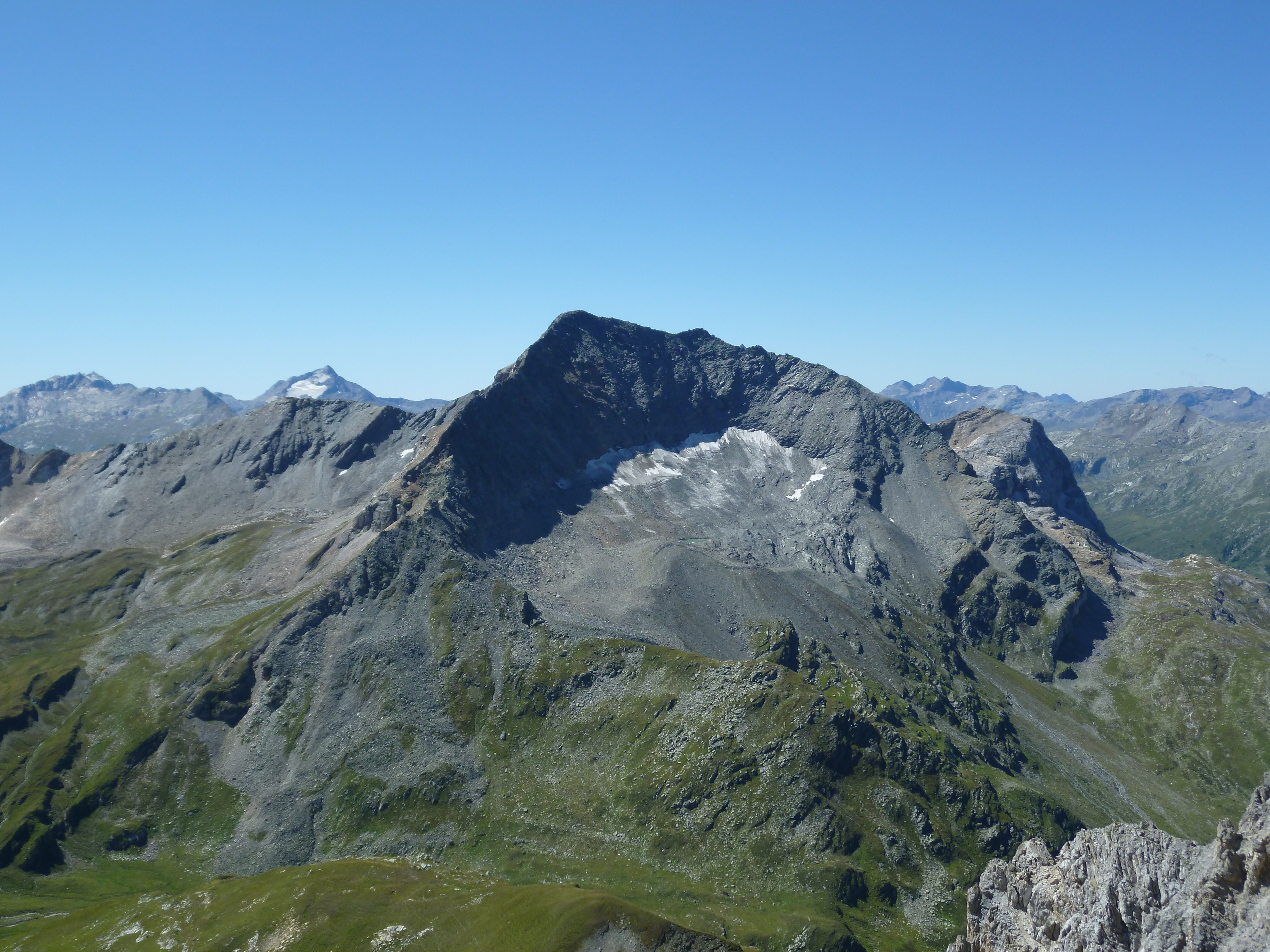
Piz Grisch, aufgenommen vom Piz digl Gurschus
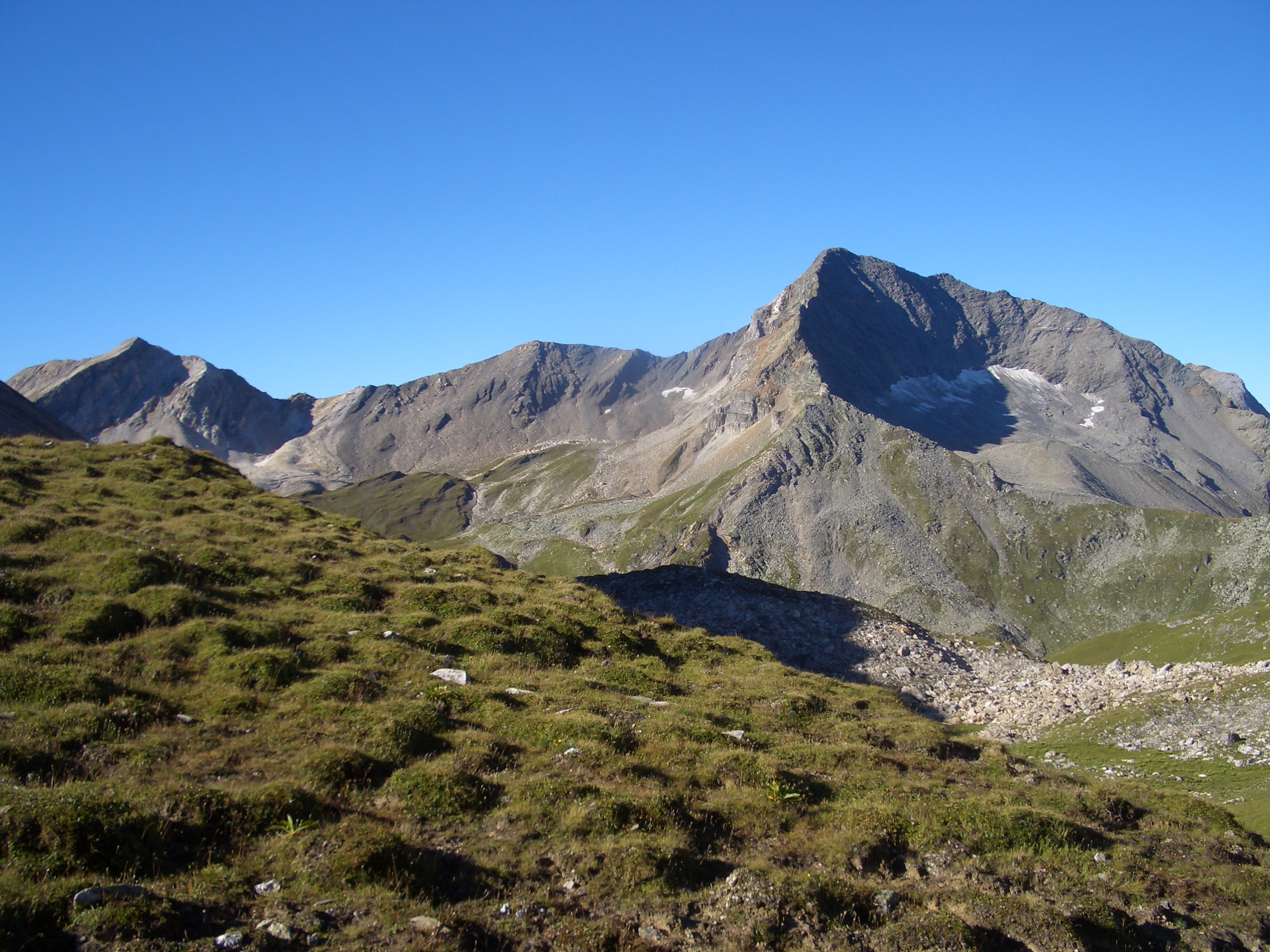
Piz Alv und Piz Grisch (r.), aufgenommen vom Pass da Schmorras
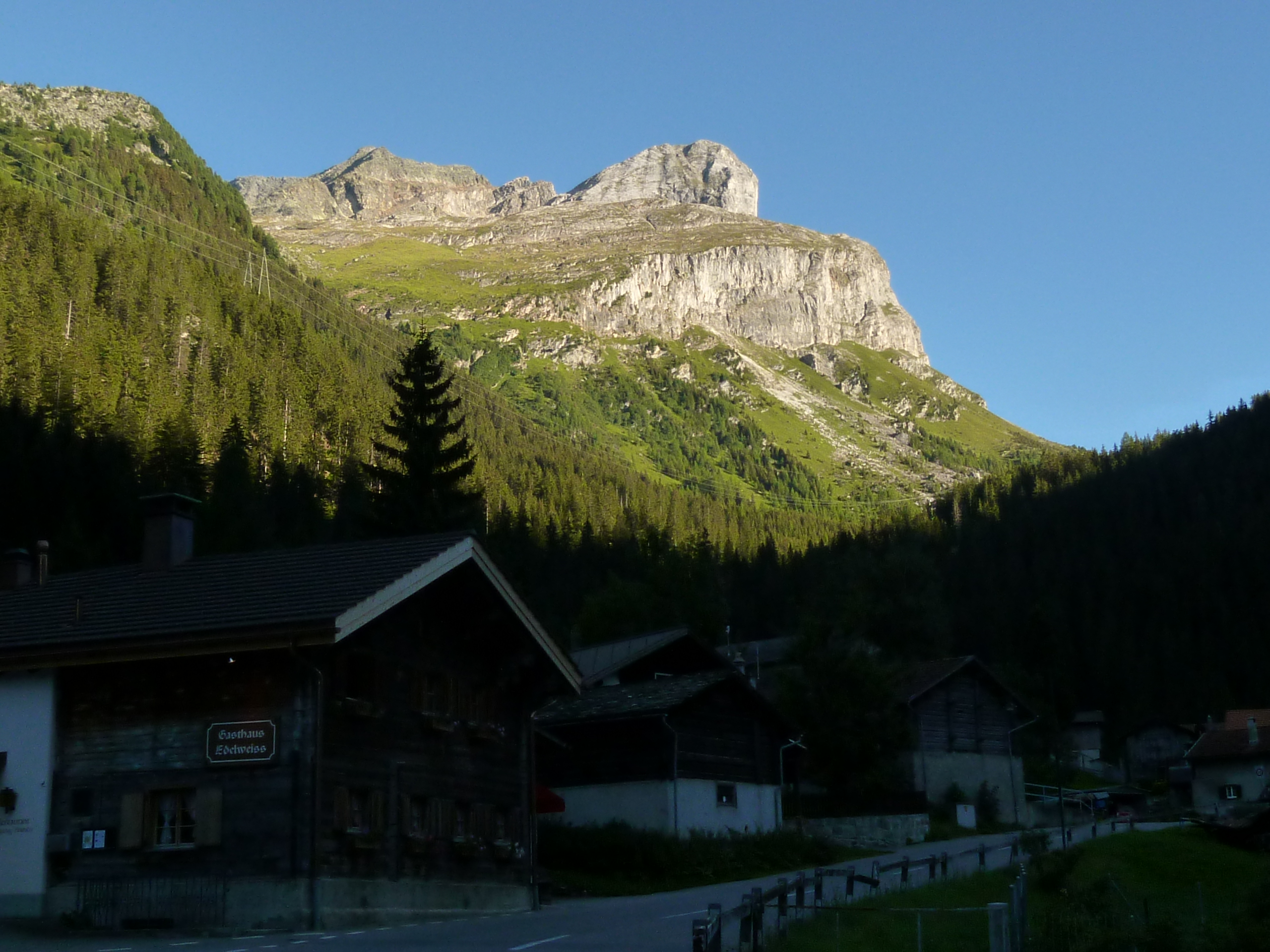
Piz Grisch (l.) und Piz la Mazza, aufgenommen von Ausserferrera
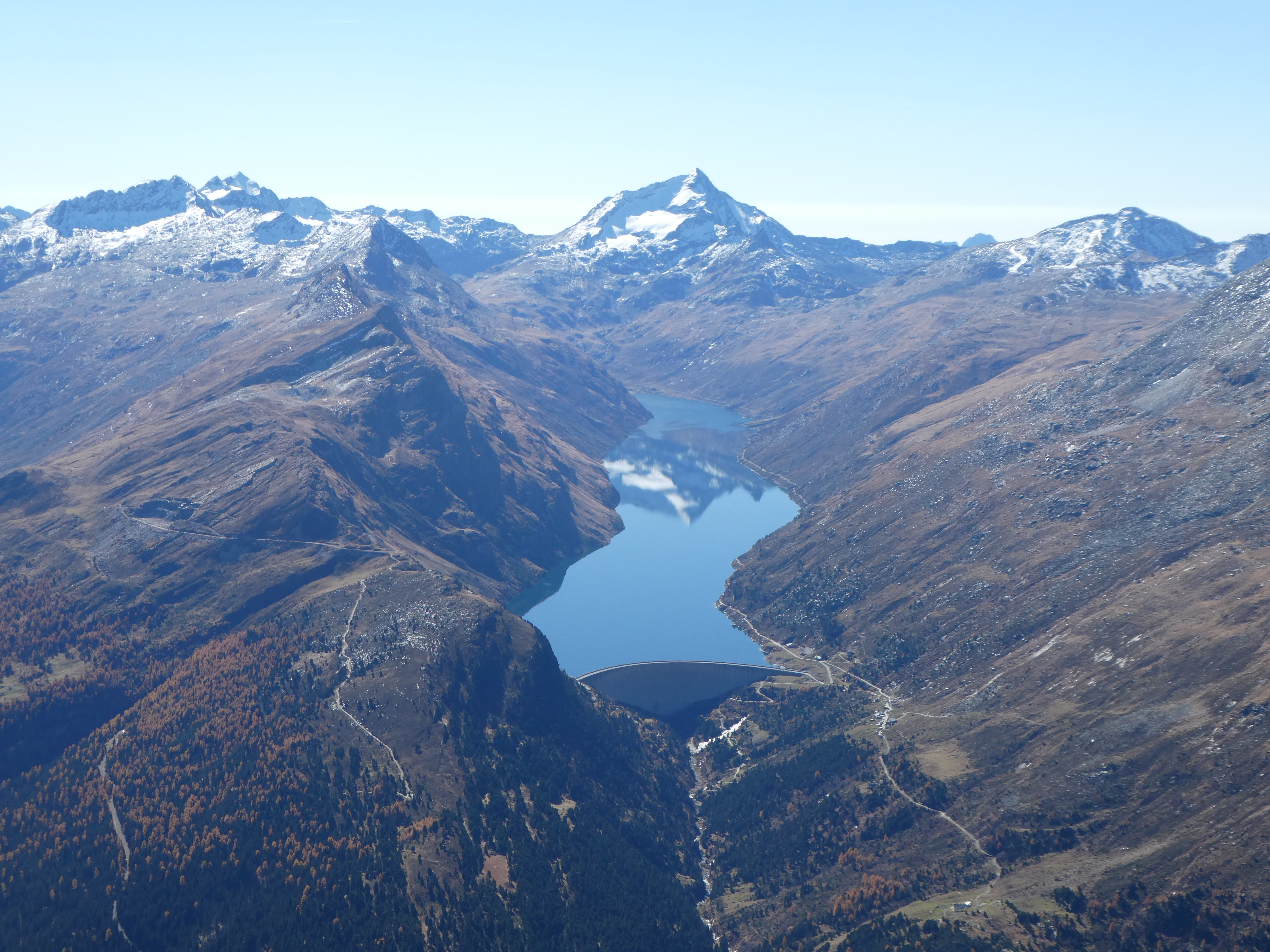
Blick zum Lago di Lei und Pizzo Stella
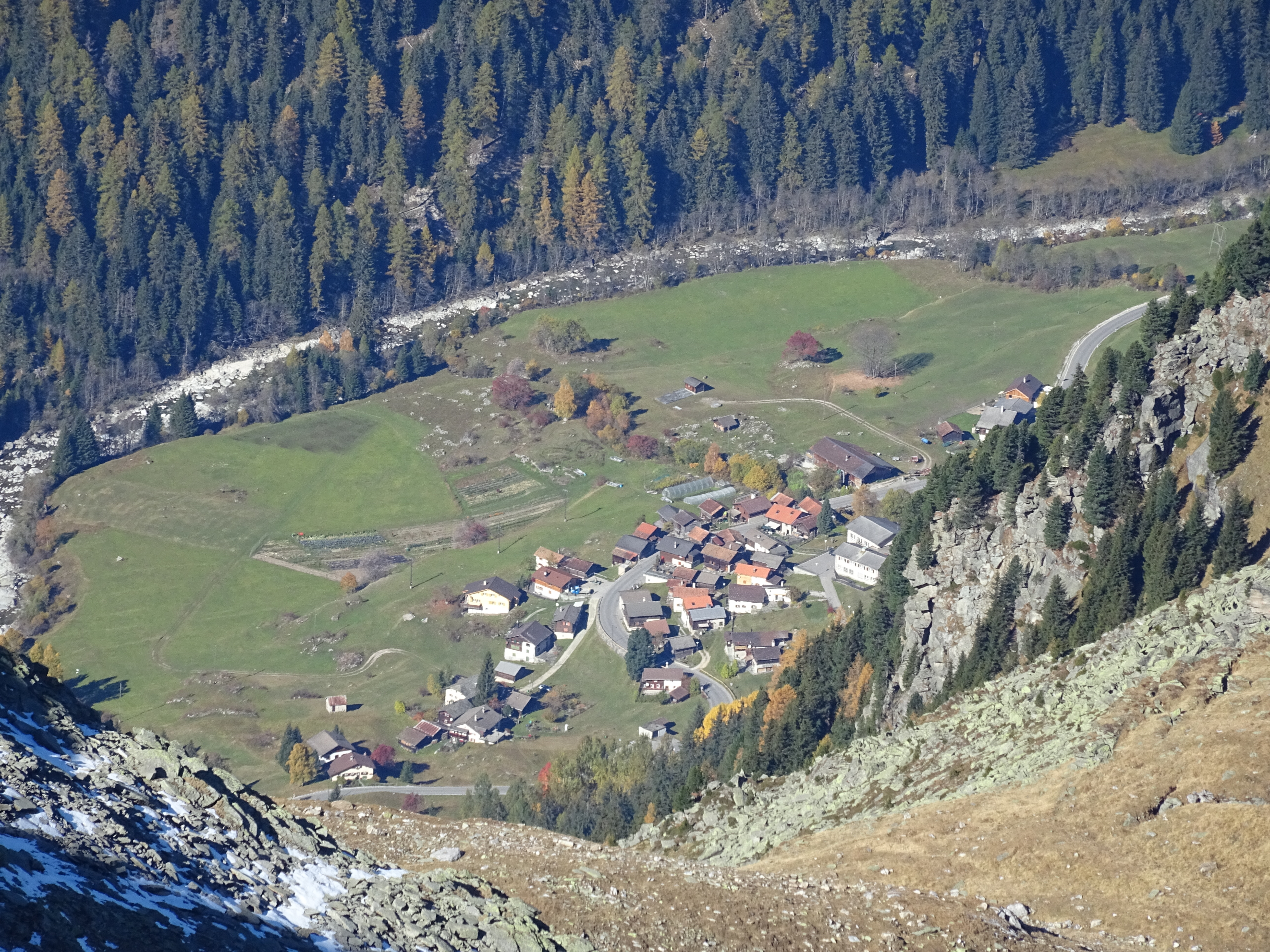
Blick hinunter nach Ausserferrera